# 生田原町
生田原町（日语：／ Ikutahara chō */?）為過去位於北海道網走支廳中部的行政區劃，屬內陸型氣候，日夜溫差大，年均溫為攝氏6.9度。已於2005年10月1日與遠輕町、白瀧村、丸瀨布町合併為新設立的遠輕町。
名稱來自阿伊努語的「ik-tara」，意思是小竹。

## 歷史
- 1925年1月1日：生田原村從遠輕村分村。[1]
- 1954年4月1日：生田原村改制為生田原町。
- 2005年10月1日：遠輕町、生田原町、丸瀨布町、白瀧村合併新設為遠輕町。

## 產業
主要產業是商業、林業、木材加工業和農業。農作包括小麥、甜菜、牧草、玉米等。
利用當地廢棄的木材設置了「木製玩具世界館」，並展示來自40個國家的木製的玩具。

## 交通

### 機場
- 女滿別機場（位於大空町）

### 鐵路
- 北海道旅客鐵道
  - 石北本線：安國車站 - 生野車站 - 生田原車站

### 道路
一般國道
- 國道242號
- 國道333號

## 觀光景點
| - 木製玩具世界館 - 生田原溫泉 - 鄂霍次克文學館 - 鄂霍次克文學石碑公園 - 歌句碑路 | - 鰣魚節（7月上旬） - 木頭玩具王國（8月上旬） |

## 教育

### 中學校
| - 生田原町立生田原中學校 | - 生田原町立安國中學校 |

### 小學校
| - 生田原町立生田原小學校 | - 生田原町立安國小學校 |

### 特殊學校
- 北海道紋別養護學校向日葵學園 （页面存档备份，存于）

## 姊妹市・友好都市

### 海外
- Moirans-en-Montagne（法國 汝拉省）

## 外部連結
- （日語）木製世界玩具館
- （日語）遠輕地區4町村合併協議會